# Isländischer Fußballpokal der Männer 2000
Der isländische Fußballpokal 2000 war die 41. Austragung des isländischen Pokalwettbewerbs der Männer. Pokalsieger wurde ÍA Akranes. Das Team setzte sich am 24. September 2000 im Laugardalsvöllur von Reykjavík gegen ÍBV Vestmannaeyja durch und qualifizierte sich damit für den UEFA-Pokal.
Titelverteidiger KR Reykjavík schied im Achtelfinale gegen Keflavík ÍF aus.

## Modus
Die Begegnungen wurden in einem Spiel ausgetragen. In den ersten zwei Runden nahmen Vereine ab der zweiten Liga abwärts und Reserveteams (U 23) teil. Die Mannschaften aus der ersten Liga starteten in der dritten Runde. Bei unentschiedenem Ausgang wurde das Spiel zunächst verlängert und gegebenenfalls durch Elfmeterschießen entschieden.

## 1. Runde
| Datum      |                           | Ergebnis              |                               |
| ---------- | ------------------------- | --------------------- | ----------------------------- |
| 23.05.2000 | Breiðablik Kópavogur U 23 | 2:3                   | HSH Snæfellsnes               |
| 23.05.2000 | Bruni Akranes             | 1:0                   | ÍH Hafnarfjörður              |
| 23.05.2000 | Víðir Garði               | 2:2 n. V. (3:2 i. E.) | Víkingur Reykjavík U 23       |
| 23.05.2000 | þróttur Reykjavík U 23    | 1:2                   | KR Reykjavík U 23             |
| 23.05.2000 | Haukar Hafnarfjörður      | 0:1                   | UMF Afturelding               |
| 23.05.2000 | KFS Vestmannaeyja         | 6:1                   | Barðaströnd Vesturbyggð       |
| 23.05.2000 | Hvöt Blönduós             | 2:0                   | Neisti Hofsós                 |
| 23.05.2000 | UMF Njarðvík              | 1:1 n. V. (3:4 i. E.) | Fram Reykjavík U 23           |
| 23.05.2000 | Valur Reykjavík U 23      | 2:0                   | Hamar/Ægir Þorlákshöfn        |
| 23.05.2000 | Leiknir Fáskrúðsfjörður   | 3:2                   | KVA Eskifjörður/Reyðarfjörður |
| 23.05.2000 | UMF Þróttur Vogar         | 01:16                 | UMF Selfoss                   |
| 23.05.2000 | KS Siglufjarðar           | 3:1                   | Magni Grenivík                |
| 25.05.2000 | ÍBV Vestmannaeyja U 23    | 3:3 n. V. (3:1 i. E.) | Keflavík ÍF U 23              |

## 2. Runde
| Datum      |                         | Ergebnis |                            |
| ---------- | ----------------------- | -------- | -------------------------- |
| 03.06.2000 | ÍBV Vestmannaeyja U 23  | 6:1      | Bruni Akranes              |
| 03.06.2000 | Leiknir Fáskrúðsfjörður | 1:3      | þróttur Neskaupstaður      |
| 03.06.2000 | UMF Stjarnan U 23       | 1:5      | ÍA Akranes U 23            |
| 04.06.2000 | UMF Grindavík           | 1:3      | UMF Afturelding            |
| 04.06.2000 | Fylkir Reykjavík U 23   | 1:2      | KR Reykjavík U 23          |
| 04.06.2000 | Valur Reykjavík U 23    | 5:2      | KÍB Ísafjörður/Bolungarvík |
| 04.06.2000 | þór Akureyri            | 5:0      | Hvöt Blönduós              |
| 04.06.2000 | Fram Reykjavík          | 5:0      | Reynir Sandgerði           |
| 04.06.2000 | HSH Snæfellsnes         | 2:1      | GG Grindavík               |
| 05.06.2000 | HK Kópavogur            | 2:1      | UMF Selfoss                |
| 05.06.2000 | UMF Sindri Höfn         | 3:0      | ÍF Huginn/Höttur           |
| 05.06.2000 | KS Siglufjarðar         | 0:1      | UMF Tindastóll             |
| 05.06.2000 | Léttir Reykjavík        | 0:1      | Leiknir Reykjavík          |
| 05.06.2000 | UMF Skallagrímur        | 1:3      | þróttur Reykjavík          |
| 05.06.2000 | Víðir Garði             | 6:3      | ÍF Grótta                  |
| 06.06.2000 | KFS Vestmannaeyja       | 0:2      | Fjölnir Reykjavík          |

## 3. Runde
Teilnehmer: Die sechzehn Sieger der 2. Runde spielten alle zuhause. Zugelost wurden die zehn Vereine der Landssímadeild 2000, die zwei Absteiger der Landssímadeild 1999 und die vier Mannschaften, die die Saison 1999 in der zweiten Liga mit Platz drei bis sechs beendeten.
| Datum      |                        | Ergebnis  |                      |
| ---------- | ---------------------- | --------- | -------------------- |
| 13.06.2000 | Fram Reykjavík U 23    | 1:4       | FH Hafnarfjörður     |
| 14.06.2000 | UMF Sindri Höfn        | 1:0       | ÍR Reykjavik         |
| 14.06.2000 | Valur Reykjavík U 23   | 0:7       | Leiftur Ólafsfjörður |
| 14.06.2000 | Fjölnir Reykjavík      | 0:6       | UMFS Dalvík          |
| 14.06.2000 | Víðir Garði            | 0:5       | ÍBV Vestmannaeyja    |
| 14.06.2000 | þróttur Reykjavík      | 0:2       | KA Akureyri          |
| 14.06.2000 | þróttur Neskaupstaður  | 0:3       | KR Reykjavík         |
| 14.06.2000 | UMF Tindastóll         | 1:2       | ÍA Akranes           |
| 15.06.2000 | ÍBV Vestmannaeyja U 23 | 0:1       | Fram Reykjavík       |
| 15.06.2000 | Leiknir Reykjavík      | 0:4       | Breiðablik Kópavogur |
| 15.06.2000 | HSH Snæfellsnes        | 0:4       | Keflavík ÍF          |
| 15.06.2000 | ÍA Akranes U 23        | 2:3 n. V. | Valur Reykjavík      |
| 15.06.2000 | KR Reykjavík U 23      | 2:5       | UMF Grindavík        |
| 15.06.2000 | UMF Afturelding        | 0:5       | Fylkir Reykjavík     |
| 15.06.2000 | HK Kópavogur           | 1:2       | UMF Stjarnan         |
| 15.06.2000 | þór Akureyri           | 1:2       | Víkingur Reykjavík   |

## Achtelfinale
| Datum      |                      | Ergebnis  |                      |
| ---------- | -------------------- | --------- | -------------------- |
| 03.07.2000 | KR Reykjavík         | 1:2       | Keflavík ÍF          |
| 04.07.2000 | UMF Stjarnan         | 0:2       | FH Hafnarfjörður     |
| 04.07.2000 | Víkingur Reykjavík   | 2:3 n. V. | Valur Reykjavík      |
| 05.07.2000 | UMF Sindri Höfn      | 0:1 n. V. | Breiðablik Kópavogur |
| 05.07.2000 | ÍA Akranes           | 4:1       | UMFS Dalvík          |
| 05.07.2000 | Fylkir Reykjavík     | 2:0       | KA Akureyri          |
| 05.07.2000 | Leiftur Ólafsfjörður | 2:4       | ÍBV Vestmannaeyja    |
| 05.07.2000 | Fram Reykjavík       | 0:2       | UMF Grindavík        |

## Viertelfinale
| Datum      |                      | Ergebnis              |                  |
| ---------- | -------------------- | --------------------- | ---------------- |
| 12.08.2000 | Breiðablik Kópavogur | 0:2                   | Fylkir Reykjavík |
| 13.08.2000 | ÍBV Vestmannaeyja    | 4:1                   | Valur Reykjavík  |
| 13.08.2000 | UMF Grindavík        | 1:1 n. V. (4:2 i. E.) | ÍA Akranes       |
| 14.08.2000 | Keflavík ÍF          | 1:1 n. V. (7:8 i. E.) | FH Hafnarfjörður |

## Halbfinale
| Datum      |                   | Ergebnis              |                  |
| ---------- | ----------------- | --------------------- | ---------------- |
| 05.09.2000 | ÍBV Vestmannaeyja | 2:1                   | Fylkir Reykjavík |
| 06.09.2000 | ÍA Akranes        | 1:1 n. V. (5:3 i. E.) | FH Hafnarfjörður |

## Finale
| Paarung           | ÍA Akranes – ÍBV Vestmannaeyja |
| Ergebnis          | 2:1 (0:0) |
| Datum             | 24. September 2000 |
| Stadion           | Laugardalsvöllur, Reykjavík |
| Schiedsrichter    | Eyjólfur Ólafsson |
| Tore              | 1:0 Baldur Ingimar Aðalsteinsson (56.) 1:1 Bjarni Geir Viðarsson (62.) 2:1 Kári Reynisson (88.) |
| ÍA Akranes        | Ólafur Þór Gunnarsson – Gunnlaugur Jónsson, Jóhannes Þór Harðarson (40. Haraldur Hinriksson), Grétar Steinsson, Kári Reynisson – Alexander Högnason, Sturlaugur Haraldsson, Pálmi Haraldsson, Sigurður Jónsson – Uni Arge, Baldur Ingimar Aðalsteinsson. Cheftrainer: Ólafur Þórðarson                  |
| ÍBV Vestmannaeyja | Birkir Kristinsson – Páll Eysteinn Guðmundsson (79. Hjalti Jónsson), Goran Aleksić, Kjartan Antonsson, Hlynur Stefánsson – Ingi Sigurðsson, Baldur Bragason, Steingrímur Jóhannesson, Bjarni Geir Viðarsson – Momir Mileta, Páll Hjarðar (88. Tómas Ingi Tómasson). Cheftrainer: Kristinn Rúnar Jónsson |
| Gelbe Karten      | Baldur Ingimar Aðalsteinsson, Alexander Högnason, Kári Reynisson – Páll Eysteinn Guðmundsson, Páll Hjarðar, Momir Mileta |